# Экзокатакилы
Экзокатакилы (греч. εξωκατάκοιλοι) — так назывались шесть высших сановников при константинопольском патриархе, начальствовавших над шестью советами (σεκρέτον), в которых сосредоточивались дела по той или другой отрасли управления.
Из множества догадок учёных о значении слова εξωκατάκοιλος или εξωκατάκοιλοι более вероятна та, по которой оно считается составленным из εξ — «шесть» и κατά κοιλάδας — «над долинами», низменностями. По этому объяснению, название экзокатакилы означает тех 6 священников, которые служили при церквах, построенных на шести каменистых холмах, расположенных внутри стен Византии, и были советниками византийских епископов (впоследствии архиепископов и патриархов). Эти священники, занятые делами своих церквей, не могли во всякое время участвовать с патриархом в богослужении и вообще быть действительными его помощниками по управлению многосложными делами. Поэтому вместо приходских пресвитеров патриархи стали назначать себе особых сотрудников — диаконов, которые состояли уже только при патриаршей церкви, хотя прежнее название «экзокатакилы» и осталось за ними по преданию. В применении к этим сановникам название εξωκατάκηλοι должно было получить другой смысл, указывая сколько на высоту положения, столько и на особенную близость их к патриарху, как первых его советников и ближайших помощников по управлению. В этом случае они напоминали собой тех советников-пресвитеров, которые существовали при каждом епископе и составляли его совет. С течением времени, когда управление патриарха все более и более усложнялось, потребность не только в советниках, но и в должностных лицах, облеченных известной властью, — все более и более увеличивалась, экзокатакилы возвысились над всеми прочими сановниками патриарха. Они сравниваются с пятью чувствами патриарха, посредством которых он все видел, все слышал и всем распоряжался. Экзокатакилы занимали места непосредственно при патриархе, выше не только пресвитеров, но и епископов, как в церкви, так и в других собраниях. Вальсамон сравнивает экзокатакилов с кардиналами римской церкви. Фелонь, которую носили экзокатакилы, была крестчатая (πολυσταυριον), отчего и экзокатакилы часто назывались σταυρόφοροι — крестоносцами. На головах они носили шапки или митры, украшенные разноцветными крестами. Некоторые ученые полагают, что последнее отличие дано экзокатакилам со времени Лионского собора (1242), на котором со своими официалами присутствовал константинопольсний патриарх Герман и который предоставил папским кардиналам носить красные шапки. Первоначально к разряду экзокатакилов принадлежали только пять высших сановников патриаршего двора; великий эконом, великий савелларий, великий скевофилакс, хартофилакс и сакеллий.
В XII веке патриарх Георгий Ксифилин (1193—1199) присоединил к ним и чин протэкдика. Из свидетельств Симеона Солунского и Вальсамона видно, что каждому экзокатакилу принадлежала особая область управления, в которую не вмешивались другие. Экзокатакилы и их советы заведовали важнейшими отраслями патриаршего управления. Патриарх наблюдал за правильностью и законностью действий как всех экзокатакилов вместе, так и каждого из них в частности. Это наблюдение производилось патриархом при содействии самих же экзокатакилов, которые составляли обыкновенный совет или постоянный синод патриарха. На собрании  экзокатакилов под председательством патриарха, иногда при участии других архиереев, рассматривались и разрешались текущие дела по управлению патриарха, превышавшие власть экзокатакилов, также жалобы на их распоряжения и представляемые ими отчеты. Каждому из экзокатакилов при богослужении предоставлены были особые места и наиболее почетные обязанности. Экзокатакилы великой константинопольской церкви носили титул великий (μέγας) — великий эконом, великий хартофилакс и т. д. — и иногда подписывались на бумагах так, как подписывались епископы и митрополиты, то есть «смиренный диакон и хартофилакс великой церкви» или «хартофилакс святейшей великой церкви и препочтенный» (ύπερτιμος — титул митрополита). Титул великий присваивался соответственным должностным лицам и других патриарших и даже епископских церквей.